# Чемпіонат світу із самбо
Чемпіонати світу із самбо — міжнародні змагання самбістів, що проходять під егідою  Міжнародної федерації самбо (FIAS).
Перший чемпіонат відбувся в 1973 році у Тегерані. З 1981 року турнір проводиться щорічно. А з 1983 року проходять чемпіонати світу із самбо серед жінок. З 2003 року в програму чемпіонатів також введено змагання з бойового самбо серед чоловіків.
Існуючі нині вагові категорії:
| Чоловіки | Жінки  |
| -------- | ------ |
| –55 кг   | –50 кг |
| 52 кг    | 48 кг  |
| 57 кг    | 52 кг  |
| 62 кг    | 56 кг  |
| 68 кг    | 60 кг  |
| 74 кг    | 64 кг  |
| 82 кг    | 68 кг  |
| 90 кг    | 72 кг  |
| 100 кг   | 80 кг  |
| +100 кг  | +80 кг |

## Чемпіонати світу
| No. | Рік  | Дата                                | Країна та місто                                                 | Найбільше медалей |
| --- | ---- | ----------------------------------- | --------------------------------------------------------------- | ----------------- |
| 1   | 1973 | 9–13 листопада                      | Іран Тегеран                                                    | СРСР              |
| 2   | 1974 | 26–28 липня                         | Монголія Улан-Батор                                             | СРСР              |
| 3   | 1975 | 19–21 вересня                       | СРСР Мінськ                                                     | СРСР              |
| 4   | 1979 | 13–14 жовтня                        | Іспанія Мадрид                                                  | СРСР              |
| 5   | 1981 | 28 лютого — 1 березня               | Іспанія Мадрид                                                  | СРСР              |
| 6   | 1982 | 3–4 липня                           | Франція Париж                                                   | СРСР              |
| 7   | 1983 | 30 вересня — 1 жовтня               | СРСР Київ                                                       | СРСР              |
| 8   | 1984 | 14–15 червня                        | Іспанія Мадрид                                                  | СРСР              |
| 9   | 1985 | 19–21 вересня                       | Іспанія Сан-Себастьян                                           | СРСР              |
| 10  | 1986 | 21–24 листопада                     | Франція Сен-Жан-де-Люз                                          | СРСР              |
| 11  | 1987 | 27-29 листопада                     | Італія Мілан                                                    | СРСР              |
| 12  | 1988 | 1–5 грудня                          | Канада Монреаль                                                 | СРСР              |
| 13  | 1989 | 8–11 листопада                      | США Вест-Ориндж                                                 | СРСР              |
| 14  | 1990 | 7-10 грудня                         | СРСР Москва                                                     | СРСР              |
| 15  | 1991 | 28-29 грудня                        | Канада Монреаль                                                 | Росія             |
| 16  | 1992 | 6–10 листопада                      | Англія Херн-Бей                                                 | Росія             |
| 17  | 1993 | 9–15 листопада                      | Росія Кстово                                                    | Росія             |
| 18  | 1994 | 7–9 жовтня                          | Сербія та Чорногорія Новий Сад                                  | Росія             |
| 19  | 1995 | 1-3 вересня                         | Болгарія Софія                                                  | Росія             |
| 20  | 1996 | 1–3 листопада                       | Японія Токіо                                                    | Росія             |
| 21  | 1997 | 10–12 жовтня                        | Грузія Тбілісі                                                  | Грузія            |
| 22  | 1998 | 16–18 жовтня                        | Росія Калінінград                                               | Росія             |
| 23  | 1999 | 12–14 листопад                      | Іспанія Хіхон                                                   | Росія             |
| 24  | 2000 | 25 листопада                        | Україна Київ                                                    | Росія             |
| 25  | 2001 | 20–21 жовтня                        | Росія Красноярськ                                               | Росія             |
| 26  | 2002 | 26–29 листопада                     | Панама                                                          | Росія             |
| 27  | 2003 | 18 жовтня 6–10 листопада            | Франція Рокбрюн-Кап-Мартен (Бойове Самбо) Росія Санкт-Петербург | Росія             |
| 28  | 2004 | 16–21 червня 25–26 вересня          | Чехія Прага (Бойове Самбо) Молдова Кишинів                      | Росія             |
| 29  | 2005 | 21–23 жовтня 11–14 листопада        | Чехія Прага (Бойове Самбо) Казахстан Астана                     | Росія             |
| 30  | 2006 | 30 вересня — 2 жовтня 3–5 листопада | Узбекистан Ташкент (Бойове Самбо) Болгарія Софія                | Росія             |
| 31  | 2007 | 7–11 листопада                      | Чехія Прага                                                     | Росія             |
| 32  | 2008 | 13–17 листопада                     | Росія Санкт-Петербург                                           | Росія             |
| 33  | 2009 | 5–9 листопада                       | Греція Салоніки                                                 | Росія             |
| 34  | 2010 | 4–8 листопада                       | Узбекистан Ташкент                                              | Росія             |
| 35  | 2011 | 10–14 листопада                     | Литва Вільнюс                                                   | Росія             |
| 36  | 2012 | 8–12 листопада                      | Білорусь Мінськ                                                 | Росія             |
| 37  | 2013 | 7–11 листопада                      | Росія Санкт-Петербург                                           | Росія             |
| 38  | 2014 | 20–24 листопада                     | Японія Наріта                                                   | Росія             |
| 39  | 2015 | 12–16 листопада                     | Марокко Касабланка                                              | Росія             |
| 40  | 2016 | 10–14 листопада                     | Болгарія Софія                                                  | Росія             |
| 41  | 2017 | 9-13 листопада                      | Росія Сочі                                                      | Росія             |
| 42  | 2018 | 8-12 листопада                      | Румунія Бухарест                                                | Росія             |
| 43  | 2019 |                                     | Південна Корея                                                  |                   |